# Beta trojana
Beta trojana är en amarantväxtart som beskrevs av Pamukç. Beta trojana ingår i släktet betor, och familjen amarantväxter. Inga underarter finns listade i Catalogue of Life.